# انکار (فیلم ۱۹۹۰)
انکار (به انگلیسی: Denial) فیلمی محصول سال ۱۹۹۰ و به کارگردانی ارین دیگنام است. در این فیلم بازیگرانی همچون رابین رایت، جیسون پاتریک، بری پریموس، را داون چونگ، روزالیند چائو، کریس مالکی، دیوید دوکاونی و جاستین والین ایفای نقش کرده‌اند.